# Chasmanthieae
Chasmanthieae, tribus trava u potporodici Panicoideae. Postoje dva roda.; po novijim istražćivanjima sinonim je za Chasmanthium

## Rodovi
1. Bromuniola Stapf & C. E. Hubb.
2. Chasmanthium Link